# Luigi Zenone Quaglia
Luigi Zenone Quaglia (Torino, 8 luglio 1788 – Torino, 6 aprile 1860) è stato un politico italiano.

## Biografia
Fu Deputato del Regno di Sardegna per sei legislature, eletto nel collegio di Chieri.